# بریستول ۴۰۱

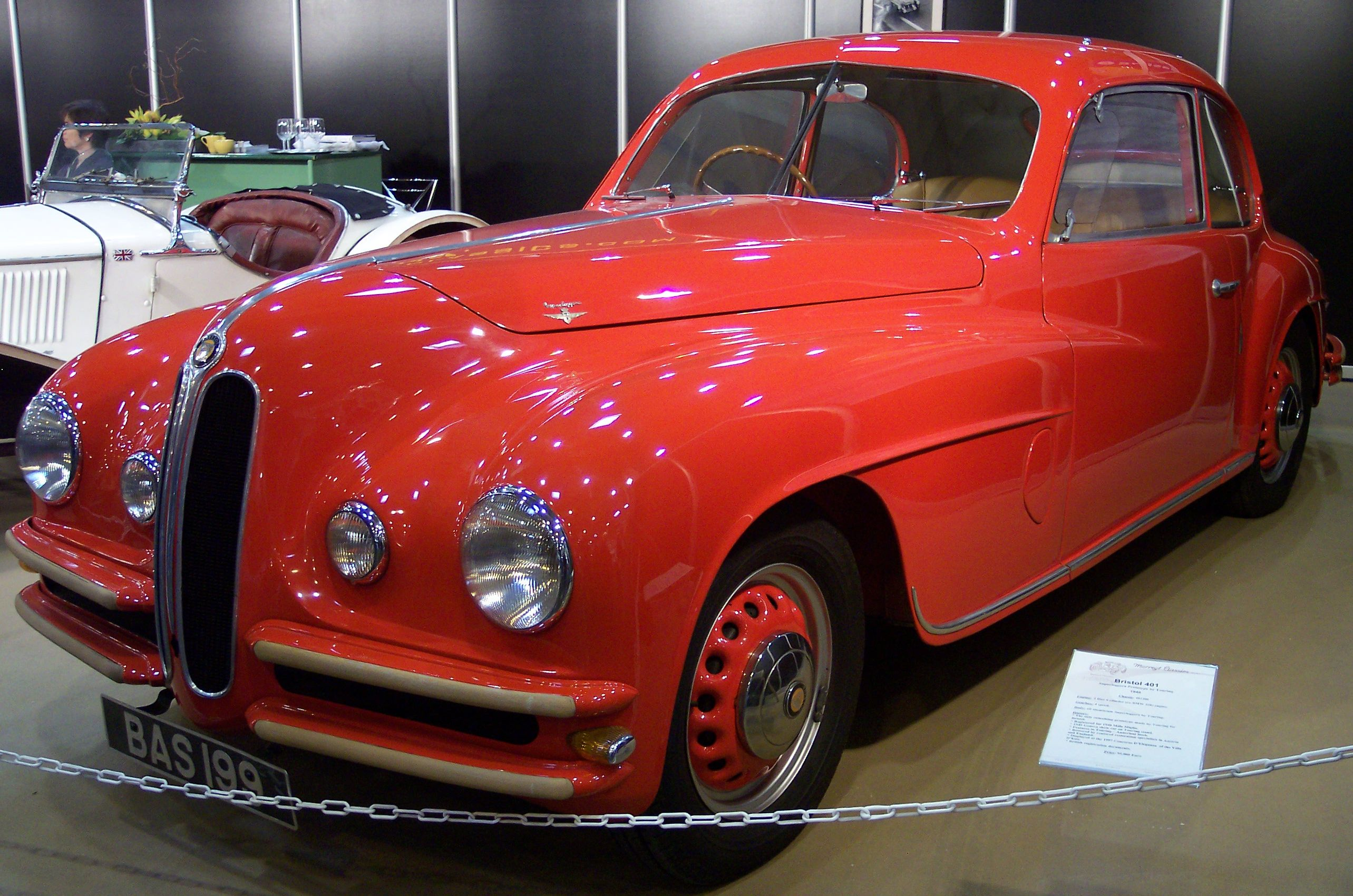

بریستول ۴۰۱ (Bristol ۴۰۱) خودرویی است که در خلال سال‌های ۱۹۴۸-۱۹۵۳ تولید شده‌است. طراحی آن خودروهای موتور جلو-محور عقب بوده است.
موتور آن ۱۹۷۱ سی‌سی سیستم جعبه‌دندهٔ آن به صورت دستی است.